# 宁扬长江大桥
宁扬长江大桥，又名龙潭长江大桥，是江苏省一条连接南京市和扬州仪征市的越江公路桥，是 南京都市圈环线的一部分。大桥全长4.92公里，其中跨江大桥长1560米，共双向6车道高速公路经过大桥。
宁扬长江大桥距上游南京栖霞山长江大桥约16.8公里，距下游润扬长江大桥约28.6公里，是宁镇扬一体化的重要交通设施。大桥建成後，从扬州前往禄口机场的里程将缩短40公里，时间节省20分钟。
宁扬长江大桥于2025年1月1日建成通车。

## 历史
- 2020年4月30日，龙潭长江大桥在南京奠基暨主塔开钻，大桥主体工程全面开工[1]。
- 2021年6月13日，龙潭长江大桥北塔下横梁浇筑完成[5]。
- 2021年6月22日，龙潭长江大桥南锚碇工程发生沉井模板坍塌事故，造成3人死亡，12人受伤，直接经济损失958万元。[6]
- 2021年10月26日，龙潭长江大桥南塔下横梁浇筑完成[7]。
- 2022年4月7日，龙潭长江大桥北塔主体结构施工完成[8]。
- 2022年6月30日，龙潭长江大桥南塔封顶[9]。
- 2022年10月10日，龙潭长江大桥南塔主体结构施工完成[10]。
- 2022年12月22日，龙潭长江大桥南锚锭主体施工完成[11]。
- 2023年5月17日，龙潭长江大桥北锚锭主体施工完成[12]。
- 2023年9月18日，龙潭长江大桥主缆架设完成[13]。
- 2024年4月3日，龙潭长江大桥主桥合龙[14]。
- 2024年7月23日，龙潭长江大桥主桥猫道拆除完成[15]。